# Sceloporus salvini
Sceloporus salvini este o specie de șopârle din genul Sceloporus, familia Phrynosomatidae, descrisă de Günther 1890. Conform Catalogue of Life specia Sceloporus salvini nu are subspecii cunoscute.